# Сазонов, Николай Гаврилович
Николай Гаврилович Сазонов (1782—после 1834) — генерал-майор, начальник инженерной службы гвардейского корпуса, дворянин.

## Биография
Николай Гаврилович родился в 1782 году. Происходил из дворян Рязанской губернии, из семьи отставного капитана Артиллерии из древнего дворянского рода Сазоновых. В 16 лет по окончании Артиллерийского и Инженерного Кадетского корпуса, произведён в подпоручики Пионерного полка. В это же время получает уточнение к своему имени "1-й", т. к. в отличие от своего брата Михаила показал лучшие успехи по службе. В 1797 году окончил 2-й кадетский корпус. Впервые участвует в военных действия во время войны 1808 - 1809 гг., принимал участие в осаде Свартхольма и Свеаборга, во взятии Аландских островов. За службу во время войны получил орден Св. Владимира 4 кл. и ордена Св. Анны 2 и 3 кл и наградное оружие с надписью "За храбрость". К 1812 г. дослужился до полковника том же Пионерном полку и стал Шефом роты его имени. К началу боевых действий 1812 г. со своим полком находился в Финляндии. 
После начала боевых действий был назначен командиром Сводно-Пионерной роты, отличившейся военными успехами на территории Белоруссии. Сам Сазонов 6-8 октября под Полоцком, где "за отличие, оказанное в сражении, произведён в полковники". Большую храбрость проявил в военных действиях ноября 1812 г. за что получил высочайшее благоволение. За эти боевые подвиги Николай Гаврилович получил орден Св. Владимира 3 класса. Именно за проявленные достоинства во время отечественной войны Высочайшим Повелением от 17 февраля 1813 года был назначен командиром Лейб-гвардии Саперного батальона, которым он командовал до 3 июня 1820 года. На его плечи легла вся тяжесть превращения сборной толпы в отлично обученный, спаянный, единый воинский коллектив. Со своей работой он справился успешно, это подтверждается высочайшим благоволением "За отличную деятельность по сформированию онаго батальона".
3 июля 1820 года назначен начальником инженерной службы гвардейского корпуса. Гвардейские сапёры скорбели о его уходе и называли "отцом". Свои обязанности он исполнял до 1832 года. Известно, что 14 декабря 1825 г. сопутствовал императору и на следующий день был назначен в Генерал-Адъютанты. Во время войны 1828 г. участвовал в составе Гвардейского корпуса и начальником Инженеров осадного корпуса под Варной, за что был награждён орденом Св. Владимира 2 ст. В 1829 г. произведён в Генерал-лейтенанты. В 1831 г. оставленными от похода пехотными частями Гвардейского корпуса, в 1833 г. уволен в отпуск по болезни, и, не возвращаясь из него, отправлен в отставку 9 ноября 1834 г.

## Награды
- Орден Святого Георгия 4-го класса (6.6.1821) (за выслугу).
- Орден Святого Владимир 2, 3 и 4-го класса
- Орден Святой Анны 2 и 3 класса